# Kutaber
Kutaber est un des 105 woredas de la région Amhara, en Éthiopie.

## Économie
La surface moyenne des exploitations agricoles est de 20 ha. Chaque année, le woreda perd 550 millions de tonnes de sol.